# Полатна
Полатна је насеље у Србији у општини Жабари у Браничевском округу. Према попису из 2022. било је 197 становника.

## Демографија
У насељу Полатна живи 243 пунолетна становника, а просечна старост становништва износи 50,4 година (48,4 код мушкараца и 52,3 код жена). У насељу има 98 домаћинстава, а просечан број чланова по домаћинству је 2,87.
Ово насеље је великим делом насељено Србима (према попису из 2002. године), а у последња три пописа, примећен је пад у броју становника.
|  |

| Демографија | Демографија | Демографија |
| Година      | Становника  | Становника  |
| ----------- | ----------- | ----------- |
| 1948.       | 628         |             |
| 1953.       | 635         |             |
| 1961.       | 626         |             |
| 1971.       | 549         |             |
| 1981.       | 473         |             |
| 1991.       | 387         | 353         |
| 2002.       | 281         | 328         |
| 2011.       | 274         |             |

| Етнички састав према попису из 2002.‍ | Етнички састав према попису из 2002.‍ | Етнички састав према попису из 2002.‍ | Етнички састав према попису из 2002.‍ | Етнички састав према попису из 2002.‍ |
| ------------------------------------ | ------------------------------------ | ------------------------------------ | ------------------------------------ | ------------------------------------ |
|                                      |                                      |                                      |                                      |                                      |
| Срби                                 | Срби                                 |                                      | 271                                  | 96,44%                               |
| Црногорци                            | Црногорци                            |                                      | 5                                    | 1,77%                                |
| Румуни                               | Румуни                               |                                      | 2                                    | 0,71%                                |
| непознато                            | непознато                            |                                      | 0                                    | 0,0%                                 |

| Година пописа     | 1948. | 1953. | 1961. | 1971. | 1981. | 1991. | 2002. |
| ----------------- | ----- | ----- | ----- | ----- | ----- | ----- | ----- |
| Број домаћинстава | 137   | 137   | 137   | 134   | 127   | 116   | 98    |

| Број чланова      | 1  | 2  | 3  | 4  | 5  | 6 | 7 | 8 | 9 | 10 и више | Просек |
| ----------------- | -- | -- | -- | -- | -- | - | - | - | - | --------- | ------ |
| Број домаћинстава | 25 | 27 | 15 | 12 | 10 | 5 | 3 | 1 | 0 | 0         | 2,87   |

| Пол    | Укупно | Неожењен/Неудата | Ожењен/Удата | Удовац/Удовица | Разведен/Разведена | Непознато |
| ------ | ------ | ---------------- | ------------ | -------------- | ------------------ | --------- |
| Мушки  | 117    | 21               | 82           | 14             | 0                  | 0         |
| Женски | 133    | 6                | 91           | 31             | 5                  | 0         |
| УКУПНО | 250    | 27               | 173          | 45             | 5                  | 0         |

| Пол    | Укупно                    | Пољопривреда, лов и шумарство | Рибарство                            | Вађење руде и камена | Прерађивачка индустрија       |
| ------ | ------------------------- | ----------------------------- | ------------------------------------ | -------------------- | ----------------------------- |
| Мушки  | 66                        | 55                            | 0                                    | 0                    | 6                             |
| Женски | 62                        | 56                            | 0                                    | 0                    | 1                             |
| УКУПНО | 128                       | 111                           | 0                                    | 0                    | 7                             |
| Пол    | Производња и снабдевање   | Грађевинарство                | Трговина                             | Хотели и ресторани   | Саобраћај, складиштење и везе |
| Мушки  | 1                         | 4                             | 0                                    | 0                    | 0                             |
| Женски | 0                         | 0                             | 1                                    | 2                    | 0                             |
| УКУПНО | 1                         | 4                             | 1                                    | 2                    | 0                             |
| Пол    | Финансијско посредовање   | Некретнине                    | Државна управа и одбрана             | Образовање           | Здравствени и социјални рад   |
| Мушки  | 0                         | 0                             | 0                                    | 0                    | 0                             |
| Женски | 0                         | 0                             | 0                                    | 1                    | 1                             |
| УКУПНО | 0                         | 0                             | 0                                    | 1                    | 1                             |
| Пол    | Остале услужне активности | Приватна домаћинства          | Екстериторијалне организације и тела | Непознато            | Непознато                     |
| Мушки  | 0                         | 0                             | 0                                    | 0                    | 0                             |
| Женски | 0                         | 0                             | 0                                    | 0                    | 0                             |
| УКУПНО | 0                         | 0                             | 0                                    | 0                    | 0                             |